# Turismund
Turismund je bio vizigotski kralj. Kraljem je postao nakon pogibije svog oca Teodorika I. u bitci na Katalaunskim poljima 451. godine. 
Turismund je bio prvi od vizigotskih kraljeva koji je počeo razmišljati o Vizigotskom kraljevstvu neovisnom o Rimu, što je Aecija natjeralo kovanju urote protiv njega, zajedno s njegovom braćom, Frederikom i Teodorikom. Ubijen je 453. godine, a naslijedio ga je brat Teodorik kao Teodorik II.
O Turismundovu životu govore djela povjesničara Jordana i Izidora Seviljskog.

## Vanjske poveznice
- Edward Gibbon, History of the Decline and Fall of the Roman Empire, poglavlje 35  Arhivirana inačica izvorne stranice od 14. rujna 2004. (Wayback Machine)